# Adelaida de Savoia
Adelaida de Savoia sau Adelaida de Torino (n.c. 1050/1053 – d. 1079, Hohentwiel), aparținând Casei de Savoia, a fost o fiică a contelui Otto de Savoia și a soției sale, Adelaida de Susa, sora împărătesei Berta (soția împăratului Henric al IV-lea).

## Biografie
Conform lucrării Europäische Stammtafeln (în traducere Tabele genealogice europene), Adelaida a fost căsătorită cu contele de Albon, Guigues I. La acea vreme ea era stăpâna Comitatului de Savoia, care ar fi fost singura posesiune pe care mama ei nu a putut-o păstra în stăpânire ca văduvă. Totuși, acest fapt este foarte puțin probabil, deoarece Adelaida s-a căsătorit cu ducele Suabiei, Rudolf de Rheinfelden, înainte de Rusaliile din 1066. De asemenea, este exclusă posibilitatea ca ea să fi fost mama copilor lui Guigues I, deoarece cel mai mic dintre cei doi fii ai acestuia s-a născut în 1025.
În 1069 Adelaida a fost repudiată de soțul ei datorită unui presupus adulter cu contele Werner I de Habsburg, însă papa Alexandru al II-lea a cerut să fie verificată această acuzație. Deoarece acuzația nu s-a dovedit fondată, Adelaida a fost reabilitată în 1071 și reacceptată de soțul ei. De remarcat este încercarea simultană a împăratului Henric al IV-lea de a anula căsătoria sa cu Berta, sora Adelaidei.
În 1077 principii imperiali l-au destituit pe regele Henric al IV-lea, care fusese excomunicat de papa Grigore al VII-lea, alegând ca antirege pe Rudolf de Rheinfelden. Aceasta a generat un conflict în timpul căruia Adelaida a acționat ca reprezentantă a soțului ei în Ducatul de Suabia și în Comitatul Burgundia unde a făcut față atacurilor îndreptate împotriva cetăților din aceste teritorii.

## Căsătorie și descendenți
Din căsătoria Adelaidei cu Rudolf de Rheinfelden au rezultat patru copii:
- Agnes (n.c. 1065 – d. 1111), căsătorită cu Berthold al II-lea de Zähringen, ducele Suabiei;
- Adelaida (d. 1090), căsătorită cu Ladislau I al Ungariei;
- Berta (d. după 1128), contesă de Kellmünz, căsătorită cu contele Ulrich al X-lea de Bregenz;
- Berthold (d. 1090; identitatea mamei sale este încă disputată), duce de Suabia în 1077; nu a avut urmași.[6]